# Liste der Stolpersteine in Uelzen
Die Liste der Stolpersteine in Uelzen enthält alle Stolpersteine, die im Rahmen des gleichnamigen Kunst-Projekts von Gunter Demnig in Uelzen verlegt wurden. Seit 2011 wurden auf Initiative der örtlichen Geschichtswerkstatt insgesamt 17 Stolpersteine verlegt zur Erinnerung an jüdische Mitbürger, die in der Zeit des Nationalsozialismus verfolgt und ermordet wurden. (Stand: Oktober 2018)

## Liste der Stolpersteine
| Adresse                | Name | Verlegedatum  | Inschrift | Bild            |
| ---------------------- | --- | ------------- | --- | --------------- |
| Alewinstraße 30 ·      | Rudolf Nathan (1856–1942) wurde am 8. Februar 1856 in Wittingen geboren und lebte bis 1934 dort. Danach zog er mit seiner Haushälterin nach Uelzen. Zuletzt musste er im „Judenhaus“ in der Lüneburger Straße wohnen. Am 19. Juli 1942 wurde er ab Hamburg in das Ghetto Theresienstadt deportiert und starb dort am 11. August 1942. | 10. Okt. 2012 | Hier wohnte RUDOLF NATHAN Jg. 1856 deportiert 1942 Theresienstadt tot 1942                                               |                 |
| Brückenstraße 5 ·      | Ella Lina Plaut (1884–1943) wurde am 1. April 1884 in Uelzen geboren und lebte dort und in Hamburg. Ihre Mutter Klara Plaut pflegte sie bis zum Schluss, auch als sie im „Judenhaus“ untergebracht wurden. Am 19. Juli 1942 wurde sie ab Hamburg in das Ghetto Theresienstadt deportiert und am 23. Januar 1943 in das KZ Auschwitz. 1945 wurde sie für tot erklärt. | 18. Aug. 2011 | Hier wohnte ELLA LINA PLAUT Jg. 1884 deportiert 1942 Theresienstadt ermordet 1943 in Auschwitz                           |                 |
| Brückenstraße 5 ·      | Klara Plaut (1850–1942) wurde am 28. Juli 1850 in Bleckede als Klara Ballheimer geboren und heiratete dort 1880 Martin Plaut, mit dem sie nach der Hochzeit nach Uelzen zog, wo er 1928 verstarb. Sie lebte zusammen mit ihrer Tochter Elle Lina, zuletzt sieben Monate im „Judenhaus“. Von Hamburg wurde sie am 19. Juli 1942 ins Ghetto Theresienstadt deportiert, wo sie am 3. August 1942 zu Tode kam. | 18. Aug. 2011 | Hier wohnte KLARA PLAUT geb. Ballheimer Jg. 1850 deportiert 1942 tot 1942 in Theresienstadt                              |                 |
| Brückenstraße 5 ·      | Anna Frieda Jordan (1881–1942) wurde am 3. August 1881 in Uelzen als Anna Frieda Plaut geboren, sie war die Tochter von Klara und Martin Plaut. 1911 heiratete sie Adolf Jordan und zog nach Einbeck. 1934 trennte sie sich von ihrem Mann und zog mit drei ihrer Kinder – Gerd, Hans und Grete – zurück nach Uelzen. Zwei der Kinder gelang 1938/1939 die Flucht, Gerd blieb in Uelzen. Am 6. Dezember 1941 wurde sie ab Hamburg nach Riga-Jungfernhof, einem Außenlager des Ghetto Riga, deportiert. | 18. Aug. 2011 | Hier wohnte ANNA FRIEDA JORDAN geb. Plaut Jg. 1881 deportiert 1941 Riga ermordet 1942 in Auschwitz                       |                 |
| Brückenstraße 5 ·      | Gerd Jordan (1923–1945) wurde am 10. Juli 1923 als Sohn von Klara und Martin Jordan in Einbeck geboren und lebte ab 1934 mit seiner Mutter und zwei Geschwistern in Uelzen. Schon in der Schulzeit war er Repressionen ausgesetzt, musste 1938 gar die Schule verlassen. Er wechselte für eine Ausbildung in die Israelitische Gartenbauschule Ahlem. Mehrere folgende Ausreiseversuche schlugen fehl. Am 6. Dezember 1941 erfolgte seine Deportation von Hamburg nach Riga-Jungfernhof, sowie ins KZ Stutthof und am 9. August 1944 der Transport ins KZ Buchenwald, von dort am 19. August 1944 ins Außenlager Bochum und schließlich der letzte Transport am 21. März 1945 abermals nach Buchenwald. Er wurde später für tot erklärt.                        | 18. Aug. 2011 | Hier wohnte GERD JORDAN Jg. 1923 deportiert 1941 Riga tot 1945 in Buchenwald                                             |                 |
| Gudesstraße 28 ·       | Hermann Benjamin (1881–1963) wurde am 26. August 1881 in Uelzen geboren. Er war mit Meta Lion verheiratet. 1905 übernahm er als Färbermeister die Dampffärberei und chemische Wäscherei seines Vaters Eduard in der Gudesstraße. Als er ab 1930 Repressalien der Nationalsozialisten ausgesetzt war, flüchtete er 1934 mit seiner Frau nach Palästina, wo sie sich in Ramat Gan niederließen. Hermann Benjamin starb dort 1963. | 10. Okt. 2012 | Hier wohnte HERMANN BENJAMIN Jg. 1881 Flucht 1934 Palästina überlebt                                                     |                 |
| Gudesstraße 28 ·       | Meta Benjamin (1881–1951) wurde am 27. April 1881 in Obernkirchen als Meta Lion geboren. Sie war mit Hermann Benjamin verheiratet, mit dem sie ihren Sohn Manfred (1906–1934) hatte. Zusammen mit ihrem Mann gelang ihr 1934 die Flucht nach Palästina. Sie starb dort im Jahr 1951. | 10. Okt. 2012 | Hier wohnte META BENJAMIN geb. Lion Jg. 1881 Flucht 1934 Palästina überlebt                                              |                 |
| Gudesstraße 28 ·       | Helene Lion (1887–1942) wurde am 8. August 1878 in Obernkirchen geboren und lebte bei ihrer Schwester Meta in Uelzen. Nach deren Flucht zog sie nach Essen. Am 27. Oktober 1941 wurde sie ab Düsseldorf ins Ghetto Litzmannstadt deportiert und von dort am 6. Mai 1942 ins Vernichtungslager Kulmhof, wo sie am 7. Mai 1942 ermordet wurde. | 10. Okt. 2012 | Hier wohnte HELENE LION Jg. 1887 deportiert 1941 Łodz ermordet 1942 Chelmno                                              |                 |
| Oldenstädter Str. 59 · | Wilhelm Weiss (1905–1942) wurde am 16. Juni 1905 in Witten geboren, seine Mutter war Jüdin, sein Vater nicht. Nach seiner Ausbildung in Hannover lebte er ab 1935 in Uelzen und lernte dort eine nichtjüdische Frau kennen, die er trotz Verbot heiratete. Im Februar 1941 wurde er aufgrund verschiedener Vorwürfe verhaftet, unter anderem wegen „Rassenschande“ und sexuellem Übergriffs. Er wurde am 9. Juni 1941 zu acht Jahren Zuchthaus, zehn Jahren Ehrverlust, Sicherungsverwahrung und Entmannung verurteilt. Nach Verbüßung von zehn Monaten Haft sollte er an die Gestapo überführt werden und wurde am 29. April 1942 auf dem Transport ins KZ Buchenwald ermordet.                                                                                | 10. Okt. 2012 | Hier wohnte WILHELM WEISS Jg. 1905 verhaftet verurteilt 1941 „Rassenschande“ Zuchthaus Celle von Gestapo erschossen 1942 |                 |
| Lüneburger Str. 17 ·   | Emma Deutsch (1866–1942) wurde am 7. November 1866 als Emma Salomon in Wettensen geboren. 1896 heiratete sie Leo Deutsch, den sie in Uelzen kennengelernt hatte. Zusammen betrieben sie ein Geschäft für Kurzwaren. Nach dem Tod ihres Mannes 1904 führte sie das Geschäft allein, verkaufte es aber 1934 an einen Uelzener Kaufmann. Anschließend zog sie zu ihrer Tochter Gertrud nach Goslar. Als ihre Tochter und ihr Schwiegersohn 1942 deportiert wurden und sie selbst in ein Judenhaus umziehen musste, beging sie mit Hilfe eines befreundeten Arztes Suizid mit Schlaftabletten. | 10. Okt. 2012 | Hier wohnte EMMA DEUTSCH geb. Salomon Jg. 1866 Flucht in den Tod vor Deportation 5.11.1942 Goslar                        | Foto Stein 2014 |
| Lüneburger Str. 17 ·   | Norbert Deutsch (1902–1974) wurde am 4. Mai 1902 als Sohn von Emma und Leo Deutsch in Uelzen geboren. Die Übernahme des Geschäftes seiner Mutter in Uelzen schlug er aus und ging 1935 in ein Ausbildungslager in die Tschechoslowakei. 1936 emigrierte er nach Palästina und arbeitete im Geschäft von Hermann Benjamin in Ramat Gan. Danach zog er nach Jerusalem und heiratete 1942 seine Frau Ilse. 1953 zog er mit ihr nach Quiryat Tiv'on, bis seine Frau 1969 verstarb. Zuletzt lebte er in einem Altersheim in Haifa, wo er am 13. März 1974 verstarb. | 10. Okt. 2012 | Hier wohnte NORBERT DEUTSCH Jg. 1902 Flucht 1935 Tschechoslowakei 1936 Palästina überlebt                                | Foto Stein 2014 |
| Lüneburger Str. 17 ·   | Gertrud Jacob (1899–?) wurde am 4. März 1899 als Gertrud Deutsch in Uelzen geboren und ging dort zur Schule. 1922 heiratete sie Max Jakob aus Goslar und zog dorthin. Am 31. März 1942 wurde sie über Hannover in das Ghetto Warschau deportiert. Ihr Verbleib blieb unbekannt, sie wurde später für tot erklärt. | 10. Okt. 2012 | Hier wohnte GERTRUD JACOB geb. Deutsch Jg. 1899 deportiert 1942 Ghetto Warschau Schicksal unbekannt                      | Foto Stein 2014 |
| Lüneburger Str. 56 ·   | Antonie Lerner (1877–1942) wurde am 11. Dezember 1877 als Antonie Kupferstein in Hannover geboren. 1899 heiratete sie Max Lerner, mit dem sie fünf Kinder hatte. Am 19. Juli 1942 erfolgte ab Hamburg ihre Deportation in das Ghetto Theresienstadt und von dort am 21. September 1942 der Transport in das Vernichtungslager Treblinka. Am 8. Mai 1945 wurde sie für tot erklärt. | 18. Aug. 2011 | Hier wohnte ANTONIE LERNER geb. Kupferstein Jg. 1877 deportiert 1942 Theresienstadt ermordet 1942 in Treblinka           |                 |
| Lüneburger Str. 56 ·   | Max Lerner (1874–1942) wurde am 2. Juni 1874 in Krakau geboren und lebte ab 1893 in Uelzen. Seit 1899 war er mit Antonie Kupferstein verheiratet. Er betrieb mehrere Geschäfte und eine Tankstelle. Am 14. Dezember 1938 wurde er inhaftiert und ins KZ Sachsenhausen gebracht. Danach musste er Geschäfte und Wohnhaus zwangsveräußern und lebte als Untermieter im gleichen Haus, das nun als Judenhaus genutzt wurde. Am 19. Juli 1942 erfolgte ab Hamburg seine Deportation in das Ghetto Theresienstadt und von dort am 21. September 1942 der Transport in das Vernichtungslager Treblinka. Am 8. Mai 1945 wurde er für tot erklärt. | 18. Aug. 2011 | Hier wohnte MAX LERNER Jg. 1874 deportiert 1942 Theresienstadt ermordet 1942 in Treblinka                                |                 |
| Lüneburger Str. 60 ·   | Else Osterwald (1881–1944) wurde am 19. Juni 1881 als Elsa Chana Friedheim in Springe geboren. In Villingen heiratete sie 1908 Carl Louis Osterwald, der 1917 in Nürnberg starb. Ihr 1908 geborener Sohn Walter überlebte den Holocaust. Bis 1936 wohnte sie in Uelzen und musste dann ihr Haus während der „Arisierung“ unter Wert zwangsverkaufen. Nach Klinikaufenthalten wegen Depression aufgrund antijüdischer Anfeindungen zog sie 1939 nach Ilten. Am 23. Juli 1942 erfolgte ab Hannover ihre Deportation ins Ghetto Theresienstadt, wo sie am 6. März 1944 ermordet wurde. | 10. Okt. 2012 | Hier wohnte ELSE OSTERWALD geb. Friedheim Jg. 1881 deportiert 1942 Theresienstadt tot 1944                               |                 |
| Luisenstraße 57 ·      | Albert Heumann (1882–1942) wurde am 31. Oktober 1882 in Friesheim geboren und lebte in Uelzen. Er nahm am Ersten Weltkrieg teil und wurde verwundet. Danach arbeitete er als kaufmännischer Angestellter und als Sachbearbeiter im Bauamt, bis er 1933 aus rassistischen Gründen entlassen wurde. Vom 15. Juni 1938 bis 28. Februar 1939 war er durch die Gestapo im KZ Sachsenhausen inhaftiert und emigrierte anschließend am 26. Juni 1939 über die Niederlande nach Belgien. Dort war er bis Mai 1940 in Gurs inhaftiert. Nach seiner Flucht nach Frankreich wurde er zuletzt im Sammellager Drancy interniert. Am 28. August 1942 erfolgte von dort seine Deportation in das KZ Auschwitz. Sein Todesdatum ist unbekannt, er wurde später für tot erklärt. | 18. Aug. 2011 | Hier wohnte ALBERT HEUMANN Jg. 1882 Flucht 1939 Belgien interniert Gurs deportiert ermordet 1942 in Auschwitz            |                 |
| Ripdorfer Straße 1 ·   | Flora Eichmann (1866–1942) wurde am 14. April 1866 in Soltau geboren und lebte ab 1885 in Uelzen. Bis 1938 arbeitete sie dort als Klavierlehrerin und zog dann nach Hannover. Am 23. Juli 1942 erfolgte ab Hannover ihre Deportation in das Ghetto Theresienstadt und von dort am 29. September 1942 der Transport in das Vernichtungslager Treblinka, wo sie noch am Ankunftstag ermordet wurde. | 10. Okt. 2012 | Hier wohnte FLORA EICHMANN Jg. 1866 deportiert 1942 Theresienstadt ermordet 1942 Treblinka                               |                 |